# Ermont
 Ermont  es una población y comuna francesa, en la región de Isla de Francia, departamento de Valle del Oise, en el distrito de Pontoise. Es la cabeza de partido (chef-lieu) del cantón de su nombre.

## Demografía
| 518 | 513 | 574 | 506 | 522 | 548 | 582 | 587 | 643 | 647 | 792 | 1 065 | 1 106 | 1 320 | 1 609 | 1 683 | 2 304 | 3 101 | 3 717 | 4 647 | 5 658 | 7 110 | 8 316 | 8 812 | 9 325 | 11 068 | 19 263 | 23 842 | 25 492 | 24 394 | 27 947 | 27 494 | 27 670 |
| Para los censos de 1962 a 1999 la población legal corresponde a la población sin duplicidades (Fuente: INSEE [Consultar]) |     |     |     |     |     |     |     |     |     |     |       |       |       |       |       |       |       |       |       |       |       |       |       |       |        |        |        |        |        |        |        |        |

## Hermanamientos
- Adria, Italia
- Banbury, Reino Unido
- Lampertheim, Países Bajos
- Loja, España[6]
- Maldegem, Bélgica
- Wierden, Países Bajos